# Odd Fellows Rest
 (mai 2021).
Albums de Crowbar
Broken Glass
(1996) Equilibrium
(2000)
Odd Fellows Rest est le cinquième album de Crowbar sorti le 7 juillet 1998.

## Liste des titres
Toutes les chansons écrites par Crowbar (copyright Mayhem Musique, Ltd).
| No  | Titre                                            | Durée |
| --- | ------------------------------------------------ | ----- |
| 1.  | Intro                                            | 1:24  |
| 2.  | Planets Collide                                  | 4:38  |
| 3.  | …And Suffer as One                               | 4:12  |
| 4.  | 1000 Year Internal War                           | 4:02  |
| 5.  | To Carry the Load                                | 4:03  |
| 6.  | December's Spawn                                 | 5:11  |
| 7.  | It's All in the Gravity                          | 4:14  |
| 8.  | Behind the Black Horizon                         | 6:02  |
| 9.  | New Man Born                                     | 4:47  |
| 10. | Scattered Pieces Lay                             | 5:23  |
| 11. | Odd Fellows Rest                                 | 6:08  |
| 12. | On Frozen Ground                                 | 4:00  |
| 13. | Remember Tomorrow (bonus, reprise d'Iron Maiden) | 7:01  |

## Crédits

### Crowbar
- Guitare et voix : Kirk Windstein
- Guitare : Sammy Pierre Duet
- Guitare basse : Todd Strange
- Batterie - Jimmy Bower

### Musiciens supplémentaires
- Big Mike The Testices : Chants additionnels
- Ross Karpelman : Clavier, piano, orgue
- Sid Montz : Percussions additionnels

## Production
- Arrangement : Crowbar
- Production : Crowbar et Keith Falgout
- Enregistrement et mix : Keith Falgout (vocals, guitares, basse, claviers) et David Ferrel (batterie, percussions)